# Eishockey-Europameisterschaft der U18-Junioren 1982
Die 15. Eishockey-Europameisterschaft der U18-Junioren fand vom 29. März bis 4. April 1982 in  Ängelholm und Tyringe in Schweden statt. Die Spiele der B-Gruppe wurden vom 18. bis 24. März 1982 in Sofia in Bulgarien ausgetragen. Austragungsorte der C-Gruppe waren vom 23. bis 27. März 1982 die nordenglischen Städte Durham, Billingham und Whitley Bay.

## A-Gruppe
Die Mannschaft Polens nahm nicht an der Weltmeisterschaft teil. Sie wurde durch die U17-Auswahl des Gastgeberlandes ersetzt, deren Ergebnisse jedoch nicht für das WM-Turnier gewertet wurden.

### Vorrunde
Gruppe 1
| Spiele           | URS | FIN | SUI | Tore  | Pkt. |
| ---------------- | --- | --- | --- | ----- | ---- |
| 1. UdSSR         |     | 6:3 | 8:1 | 14:04 | 4:0  |
| 2. Finnland      | 3:6 |     | 4:2 | 07:08 | 2:2  |
| 3. Schweiz       | 1:8 | 2:4 |     | 03:12 | 0:4  |
| (–) Schweden U17 | 3:8 | 4:5 | 9:0 |       |      |

Gruppe 2
| Spiele              | SWE  | TCH  | BRD | FRA  | Tore  | Pkt. |
| ------------------- | ---- | ---- | --- | ---- | ----- | ---- |
| 1. Schweden         |      | 3:2  | 6:1 | 23:1 | 32:04 | 6:0  |
| 2. Tschechoslowakei | 2:3  |      | 5:1 | 24:2 | 31:06 | 4:2  |
| 3. BR Deutschland   | 1:6  | 1:5  |     | 3:3  | 05:14 | 1:5  |
| 4. Frankreich       | 1:23 | 2:24 | 3:3 |      | 06:50 | 1:5  |

### Endrunde
Für die beiden Gruppen der Endrunde wurden die untereinander erzielten Ergebnisse aus der Vorrunde übernommen. Diese Resultate sind hier in Klammern dargestellt.
Meisterrunde
| Spiele              | SWE   | TCH   | URS   | FIN   | Tore  | Pkt. |
| ------------------- | ----- | ----- | ----- | ----- | ----- | ---- |
| 1. Schweden         |       | (3:2) | 5:3   | 7:5   | 15:10 | 6:0  |
| 2. Tschechoslowakei | (2:3) |       | 7:3   | 8:3   | 17:09 | 4:2  |
| 3. UdSSR            | 3:5   | 3:7   |       | (6:3) | 12:15 | 2:4  |
| 4. Finnland         | 5:7   | 3:8   | (3:6) |       | 11:21 | 0:6  |

Platzierungsrunde
| Spiele            | SUI   | BRD   | FRA   | Tore  | Pkt. |
| ----------------- | ----- | ----- | ----- | ----- | ---- |
| 1. Schweiz        |       | 2:2   | 11:3  | 13:05 | 3:1  |
| 2. BR Deutschland | 2:2   |       | (3:3) | 05:05 | 2:2  |
| 3. Frankreich     | 3:11  | (3:3) |       | 06:14 | 1:3  |
| (–) Schweden U17  | (9:0) | 7:2   | 18:2  |       |      |

### Europameistermannschaft: Schweden
| U18-Europameister Schweden | Jacob Gustavsson, Gustav Sandkvist – Peter Andersson, Per Forsberg, Jens Johansson, Mats Kihlström, Thomas Lilja, Ulf Samuelsson, Janne Karlsson – Lars Byström, Torgny Karlsson, Roland Westin, Jon Lundström, Peter Bäckström, Niklas Mannberg, Tommy Lehman, Tomas Sandström, Mikael Lindholm, Dan Wiberg, Mikael Wikström |

### Auszeichnungen
| Auszeichnung       | Spieler         | Team             |
| ------------------ | --------------- | ---------------- |
| Top-Scorer         | Petr Rosol      | Tschechoslowakei |
| Bester Torhüter    | Dominik Hašek   | Tschechoslowakei |
| Bester Verteidiger | Alexei Gussarow | UdSSR            |
| Bester Stürmer     | Tomas Sandström | Schweden         |

All-Star-Team
| Angriff:      | Tomas Sandström – Petr Rosol – Petr Klíma |
| Verteidigung: | Ulf Samuelsson – Alexei Gussarow          |
| Tor:          | Dominik Hašek                             |

## B-Gruppe

### Vorrunde
Gruppe 1
| Spiele         | AUT  | NED | ROM  | ITA | Tore  | Pkt. |
| -------------- | ---- | --- | ---- | --- | ----- | ---- |
| 1. Österreich  |      | 5:3 | 12:1 | 3:5 | 20:09 | 4:2  |
| 2. Niederlande | 3:5  |     | 3:2  | 8:5 | 14:12 | 4:2  |
| 3. Rumänien    | 1:12 | 2:3 |      | 8:3 | 11:18 | 2:4  |
| 4. Italien     | 5:3  | 5:8 | 3:8  |     | 13:19 | 2:4  |

Gruppe 2
| Spiele         | NOR  | DEN | BUL | YUG  | Tore  | Pkt. |
| -------------- | ---- | --- | --- | ---- | ----- | ---- |
| 1. Norwegen    |      | 4:1 | 7:1 | 21:0 | 32:02 | 6:0  |
| 2. Dänemark    | 1:4  |     | 1:1 | 4:2  | 06:07 | 3:3  |
| 3. Bulgarien   | 1:7  | 1:1 |     | 6:2  | 08:10 | 3:3  |
| 4. Jugoslawien | 0:21 | 2:4 | 2:6 |      | 04:31 | 0:6  |

### Endrunde
Für die beiden Gruppen der Endrunde wurden die untereinander erzielten Ergebnisse aus der Vorrunde übernommen. Diese Resultate sind hier in Klammern dargestellt.
Aufstiegsrunde
| Spiele         | NOR   | AUT   | NED   | DEN   | Tore  | Pkt. |
| -------------- | ----- | ----- | ----- | ----- | ----- | ---- |
| 1. Norwegen    |       | 9:3   | 4:3   | (4:1) | 17:07 | 6:0  |
| 2. Österreich  | 3:9   |       | (5:3) | 4:0   | 12:12 | 4:2  |
| 3. Niederlande | 3:4   | (3:5) |       | 7:2   | 13:11 | 2:4  |
| 4. Dänemark    | (1:4) | 0:4   | 2:7   |       | 03:15 | 0:6  |

Abstiegsrunde
| Spiele         | ROM   | BUL   | ITA   | YUG   | Tore  | Pkt. |
| -------------- | ----- | ----- | ----- | ----- | ----- | ---- |
| 1. Rumänien    |       | 6:3   | (8:3) | 10:2  | 24:08 | 6:0  |
| 2. Bulgarien   | 3:6   |       | 5:5   | (6:2) | 14:13 | 3:3  |
| 3. Italien     | (3:8) | 5:5   |       | 7:4   | 15:17 | 3:3  |
| 4. Jugoslawien | 2:10  | (2:6) | 4:7   |       | 08:23 | 0:6  |

### Auszeichnungen
| Auszeichnung       | Spieler              | Team      |
| ------------------ | -------------------- | --------- |
| Top-Scorer         | Jarle Friis          | Norwegen  |
| Bester Torhüter    | Konstantin Michailow | Bulgarien |
| Bester Verteidiger | Erik Nerell          | Norwegen  |
| Bester Stürmer     | Geir Hoff            | Norwegen  |

## C-Gruppe
| Spiele            | HUN      | ESP      | GBR     | Tore  | Pkt. |
| ----------------- | -------- | -------- | ------- | ----- | ---- |
| 1. Ungarn         |          | 11:6 4:6 | 8:4 6:6 | 29:22 | 5:3  |
| 2. Spanien        | 6:11 6:4 |          | 6:5 4:5 | 22:25 | 4:4  |
| 3. Großbritannien | 4:8 6:6  | 5:6 5:4  |         | 20:24 | 3:5  |

### Auszeichnungen
| Auszeichnung       | Spieler          | Team           |
| ------------------ | ---------------- | -------------- |
| Topscorer          | Tony Hand        | Großbritannien |
| Bester Torhüter    | Murray Hanson    | Großbritannien |
| Bester Verteidiger | Steve Cooper     | Großbritannien |
| Bester Stürmer     | Fernando Cebrián | Spanien        |

Topscorer Tony Hand war zum Zeitpunkt des Turniers erst 14 Jahre alt.